# Magyar Ferenc (bíró)
Magyar Ferenc (másképp: besenyőberkallai Gerencsér Ferenc) (Sümeg (Zala megye), 1806. február – Sümeg, 1875. augusztus 7.) törvényszéki bíró, birtokos, költő.

## Élete
Magyar László és Szakonyi Borbála nemes szülők fiaként született Sümegen, 1806-ban. Tanulmányait Szombathelyen végezte és azután Sümeg város szolgálatába állott, ahol katonai biztos, majd városbíró lett. Később a megyéhez került mint esküdt és gyámszolgabíró; végre a törvényszékhez Zalaegerszegre bírónak neveztetett ki. 1866-tól mint magánzó élt kis birtokán Sümegen.

## Munkái
- Magyar Ferencz regéi. Pest, 1858. (Sümegvár.)
- Az életből. Uo. 1858.
- O Virgo vagy e század tükre. Mulattató szinmű három felv. az életből. Uo. 1858.
- Uj Somlyó vár. Rege a jelen századból Kisfaludy Sándor lantja után. Uo. 1860. (Szerző fametszetű arck.) Online
- Fordult világ. Uo. 1868.

Írt még egy színművet a Szirt fia címmel, mely több versével és cikkével együtt kéziratban maradt.